# Doug Mountjoy
Doug Mountjoy (Glamorgan, Gales; 8 de junio de 1942-14 de febrero de 2021) fue un jugador profesional de snooker galés, ganador del Torneo de campeones en su segunda edición, la de 1980.También ganó el Campeonato del Reino Unido en 1988 venciendo en la final al escocés Stephen Hendry.